# NGC 88
NGC 88 (другие обозначения — ESO 194-10, PGC 1370, AM 0018-485) — тусклая галактика южного полушария неба, находящаяся в созвездии Феникса; вместе с NGC 87, NGC 89 и NGC 92 входит в Квартет Роберта — компактную группу взаимодействующих галактик. Этот объект входит в число перечисленных в оригинальной редакции «Нового общего каталога».
NGC 88 находится на расстоянии 160 млн св. лет к и относится классу спиральных галактик. NGC 88 погружена в диффузную газовую оболочку и имеет ярко выраженное полузвёздное активное ядро. По результатам радионаблюдений на волне 21 см (атомарный водород = HI) установлено, что галактика соединена с NGC 92 (на фотографии вверху слева) «мостом» из межзвёздного газа. Темп звездообразования в NGC 88 мал — 0,24 солнечных масс в год (у нашей галактики Млечный Путь — в 10 раз больше).